# Robert König
Robert Johann Maria König (Linz, 11 de abril de 1885 — Munique, 9 de julho de 1979) foi um matemático austríaco.